# Gallotia galloti
La lucertola di Tenerife, o gallotia delle Canarie Occidentali (Gallotia galloti Oudart, 1839) è un sauro della famiglia Lacertidae, endemico delle isole di Tenerife e La Palma (Canarie).

## Tassonomia
Ne sono note quattro sottospecie:
- Gallotia galloti eisentrauti - diffusa nella parte settentrionale di Tenerife
- Gallotia galloti galloti - diffusa nella parte centrale e meridionale di Tenerife, incluso il Teide
- Gallotia galloti insulanagae - endemismo puntiforme della Roque de Fuera de Anaga, isolotto che sorge al largo del Macizo de Anaga,nella parte nord-orientale di Tenerife
- Gallotia galloti palmae - endemismo dell'isola di La Palma